# Keith Strickland
Keith Julian Strickland (Athens, 26 ottobre 1953) è un musicista e polistrumentista statunitense.
Tra i fondatori, nel 1976, del gruppo musicale The B-52's, era inizialmente batterista della band, prima di diventare chitarrista nel 1985 dopo la morte di Ricky Wilson.